# Мокіївська сільська рада (Чорнухинський район)
Мокіївська сільська рада — орган місцевого самоврядування у Чорнухинському районі Полтавської області з центром у c. Мокіївка.
Населення — 861 особа.

## Населені пункти
Сільраді підпорядковані населені пункти:
- c. Мокіївка
- с. Піски-Удайські